# Oleh Dopilka
Oleh Dopilka est un footballeur ukrainien, né le 12 mars 1986 à Kiev. Il évolue au poste de défenseur.

## Palmarès
- Dynamo Kiev
  - Champion d'Ukraine en 2007 et 2009.